# Еланское городское поселение
Ела́нское городско́е поселе́ние — муниципальное образование в Еланском районе Волгоградской области. Административный центр — посёлок городского типа Елань.

## История
Еланское городское поселение образовано 24 декабря 2004 года в соответствии с Законом Волгоградской области № 980-ОД.

## Население
| 2009    | 2010    | 2012    | 2013    | 2014    | 2015    | 2016    |
| ------- | ------- | ------- | ------- | ------- | ------- | ------- |
| 14 974  | ↗15 346 | ↘15 131 | ↘15 015 | ↘14 834 | ↘14 633 | ↘14 568 |
| 2017    | 2018    | 2019    | 2020    | 2021    |         |         |
| ↘14 492 | ↗14 540 | ↘14 518 | ↘14 378 | ↗14 405 |         |         |

## Состав городского поселения
| № | Населённый пункт | Тип населённого пункта      | Население |
| - | ---------------- | --------------------------- | --------- |
| 1 | Елань            | пгт, административный центр | ↗14 095   |
| 2 | Красный          | посёлок                     | ↗493      |
| 3 | Набат            | посёлок                     | 385       |